# Patrik Johansson (fotbollstränare)
Patrik Johansson, född 2 april 1968 i Landskrona, är en svensk fotbollsmanager och tidigare fotbollsspelare. Från och med sommaren 2014 tränar Johansson Landskrona BoIS.